# Amish
Người Amish (/ˈɑːmɪʃ/ AH-mish; Tiếng Đức Pennsylvania: Amisch, tiếng Đức: Amische) là một nhóm các tín hữu Kitô giáo duy truyền thống, có liên hệ gần gũi nhưng khác biệt với các giáo hội Mennonite, mà cả hai nhóm đều chia sẻ chung nguồn gốc Anabaptist từ Thụy Sĩ. Người Amish được biết đến với cuộc sống đơn giản, trang phục giản dị, và vẫn duy trì chế độ tự cung tự cấp, ít phụ thuộc vào công nghệ hiện đại. Lịch sử của người Amish bắt đầu với một cuộc ly giáo trong một cộng đồng Anabaptist ở Thụy Sĩ và Alsace vào năm 1693 do Jakob Ammann dẫn dắt. Những người theo Ammann được gọi là người Amish. 